# Maenza
Maenza – miejscowość i gmina we Włoszech, w regionie Lacjum, w prowincji Latina.
Według danych na rok 2004 gminę zamieszkiwało 3016 osób, 71,8 os./km².